# Александър Хелиос
Александър Хелиос (на немски: Alexander Helios, на гръцки: Αλέξανδρος Ήλιος; * 25 декември 40 пр.н.е., Александрия; † 29/25 пр.н.е.) е принц от династията на Птолемеите.

## Живот
Александър Хелиос е син на римския триумвир Марк Антоний и на египетската царица Клеопатра VII. Той има сестра близначка Клеопатра Селена и по-малък брат Птолемей Филаделф. Той е също половин брат на Птолемей Цезар (Цезарион), единственият останал жив роден син на Юлий Цезар.
Към края на 37 пр.н.е. Марк Антоний се среща с Клеопатра в Антиохия и признава близнаците за свои деца. Тогава Александър получава допълнителното име „Слънце“ (Helios), а сестра му „Луна“.
През 34 пр.н.е. Антоний иска да сгоди шестгодишния си син Александър Хелиос за дъщерята на Артавазд II (Artavasdes II.), царят на Армения, но царят не се съгласява и Антоний го напада и побеждава. След това Антоний го сгодява за Iotape, дъщеря на Артавазд I, цар на Мидия Атропатена (Artavasdes I of Media Atropatene).
След самоубийството на майка му и баща му през 30 пр.н.е. Хелиос, сестра му и брат му Птолемей Филаделф са закарани в Рим и водени в Триумфалното шествие на Октавиан през август 29 пр.н.е. Трите деца са отгледани след това от Октавия Младша, по-голямата сестра на Октавиан и бивша съпруга на Марк Антоний. След това няма сведения за него. Вероятно през 20 пр.н.е. двамата братя са отишли със сестра си и Юба II, царят на Нумидия в Мавритания. След 29 пр.н.е. Дион Касий и Плутарх не го споменават повече.